# Nakia
Nakia (/ˈnɑːkiə/)  é uma personagem fictícia que aparece nas histórias em quadrinhos americanas publicada pela Marvel Comics. A personagem foi criada pelo roteirista Christopher Priest e o desenhista Mark Teixeira, aparecendo pela primeira vez em Black Panther vol. 3 #1 (novembro de 1998).
Lupita Nyong'o interpreta a personagem nos filmes do Universo Cinematográfico Marvel: Pantera Negra (2018) e Black Panther: Wakanda Para Sempre (2022).

## Histórico da publicação
A ersonagem foi introduzida em Black Panther vol. 3 #1 (novembro de 1998) e foi criado por Christopher Priest e Mark Teixeira.

## Biografia
Quando criança, Nakia da tribo do pântano do Vale Q'Noma em Wakanda foi escolhida por seus anciãos tribais para fazer parta das Dora Milaje ("adoradas") ou esposas em treinamento e passou três anos treinando antes de ser apresentada ao Rei T'Challa; A adolescente Nakia, ela se apaixonou instantaneamente por ele, embora ele prometesse que seu papel era puramente cerimonial. Ela se tornou amiga íntima de sua colega Dora Milaje, Okoye, que, ao contrário dela, se satisfazia em ser apenas seu guarda-costas. A obsessão de Nakia pelo Rei T'Challa aumentou drasticamente quando Mephisto lançou uma ilusão sobre T'Challa, fazendo-o beijar Nakia. Ela conseqüentemente ficou com ciúmes da ex-namorada americana de T'Challa, Monica Lynne, e planejou matá-la, mas T'Challa a resgatou e baniu Nakia, trazendo grande vergonha para sua tribo e Wakanda.
Nakia foi capturada por Achebe e torturada por ele até que Erik Killmonger veio e a libertou. Killmonger usou o Altar da Ressurreição nela e no processo ganhou habilidades aprimoradas. Killmonger decidiu nomeá-la Malícia, mesmo nome de sua antiga aliada. Ela foi atrás de T'Challa e suas aliadas e enquanto lutava contra a Rainha Justiça Divina, matou uma das aliadas de T'Challa, Nicole "Nikki" Adams.
Mais tarde, ela se juntou a Man-Ape e sequestrou vários amigos de T'Challa, envenenando-os por vingança. Além disso, Nakia também planejava matar Monica e Dakota North, acreditando que a última também era uma das amantes de T'Challa. No final, T'Challa frustra o plano de Nakia, que consegue escapar, mas não sem dar a ele o antídoto para seus amigos.
Nakia finalmente retornou durante uma missão envolvendo Everett K. Ross. Quando Ross é capturado e torturado pelos Hatut Zeraze (Cães de Guerra), Nakia intervém para resgatá-lo. Apesar disso, ela ainda está exilada das Dora Milaje. Amargurada e rejeitada, Nakia desenvolveu um arsenal de armas, incluindo uma erva chamada jufeiro que lhe dá poder sobre os homens. Mas o uso prolongado da droga a deixou gravemente doente. Em uma tentativa desesperada de atrair o Pantera Negra para ela antes que ela morra, Nakia rastreou uma arma das Dora Milaje há muito esquecida chamada Mimic-27, que pode mudar e transformar sua forma e forma, bem como criar doppelgangers duplicadores de habilidades. Ela deixou Homem-Hídrico no comando da base da I.M.A.,  de onde ela a roubou, caso sua odiada irmandade a alcançasse.
Nakia finalmente decidiu enviar Mimic-27 atrás da ex-esposa de T'Challa, Ororo Monroe (também conhecida como Tempestade dos X-Men), mas a arma se libertou do controle de Nakia e a atacou também. Para detê-lo, as Dora Milaje precisavam da ajuda de Nakia, mas ela se recusou a agir até que pudesse ver seu rei novamente. Depois de se encontrar com seu amado T'Challa, o rei Wakandano pediu que ela ajudasse as Dora Milaje a parar a agora fora de controle da arma do Juízo Final que estava correndo solta no Harlem, Massachusetts. Ela e sua antiga irmandade viajariam para um Plano Astral onde a consciência da referida arma Viva Vibranium estava alojada. Enquanto os heróis de Nova York lutavam contra os doppelgängers autocriados de Mimic, Nakia e as outras Dora Milaje lutavam contra sua consciência contaminada que havia sido envenenada por sua própria malignidade. Nakia ganhou força para superar seu reflexo no espelho e finalmente reprimiu a mímica, mas morreu no processo, pois também retinha o elemento cancerígeno que devastava seu corpo. Em homenagem ao seu sacrifício, ela foi levada de volta para Wakanda e recebeu um enterro adequado com todas as honras pelo Pantera Negra e suas Dora Milaje, Homem-Aranha e os X-Men junto com um grupo de Vingadores.

## Poderes e habilidades
Devido a um ritual mágico, Nakia possui um nível sobre-humano de força, velocidade, agilidade e precisão. Como membro das Dora Milaje, Nakia é uma especialista em combate corpo a corpo. Ela usa uma lâmina farpada e um lançador de lâmina de projétil.

## Recepção

### Elogios
- Em 2018, o CinemaBlend incluiu Nakia em sua lista de "5 vilões da Marvel que adoraríamos ver em Pantera Negra 2".[14]
- Em 2018, o Comicbook.com incluiu Nakia em sua lista de "7 Grandes Vilões para Pantera Negra 2".[15]
- Em 2020, CBR.com classificou Nakia em 9º lugar em sua lista "Marvel: Ranking Black Panther's Rogues Gallery"..[16]
- Em 2022, Screen Rant incluiu Nakia em sua lista de "10 melhores personagens de quadrinhos do Pantera Negra que não estão no MCU".[17]

## Outras mídias

### Televissão
- Nakia faz uma aparição sem falas no episódio "Welcome to Wakanda"  de Avengers: Earth's Mightiest Heroes como membro dos Dora Milaje.[18]

### Filmes
Nakia aparece em filmes ambientados no Universo Cinematográfico da Marvel, interpretada por Lupita Nyong'o. Esta versão vem da Tribo do Rio de Wakanda, é uma ex-Dora Milaje que se tornou um Cão de Guerra, uma espiã internacional de Wakanda, e já teve um relacionamento com T'Challa.
- Ela aparece pela primeira vez em Pantera Negra (2018) . Após a morte de seu pai T'Chaka, T'Challa traz Nakia de volta a Wakanda para acompanhá-lo enquanto ele é coroado o novo rei e em uma missão para capturar Ulysses Klaue. Depois que Killmonger chega a Wakanda e aparentemente mata T'Challa pelo trono de Wakanda, Nakia recupera uma erva em forma de coração e acompanha a irmã de T'Challa, Shuri, a mãe Ramonda e o conhecido Everett K. Ross em uma tentativa de obter a ajuda de M'Baku para derrubar Killmonger apesar dos apelos de Ramonda para ela ingerir a erva. No entanto, eles encontram T'Challa em coma e o revivem antes de se juntar a ele na retomada de Wakanda. Após a derrota de Killmonger, Nakia e T'Challa reacendem seu relacionamento e ela aceita um novo cargo administrando um centro de divulgação Wakandano na Califórnia.
- Em Black Panther: Wakanda Para Sempre (2022), Nyong'o afirmou que Nakia "amadureceu" após o Blip e a morte de T'Challa, explicando que as "prioridades de sua personagem mudaram e se aguçaram", acrescentando que ela ainda continua sendo "a única". você deseja ligar quando estiver com problemas". Após os eventos mencionados, Nakia mudou-se para o Haiti para criar secretamente  filho dela e de T'Challa, Toussaint, longe das pressões de viver em Wakanda.

### Video games
Nakia aparece em Lego Marvel Super Heroes 2, como parte do DLC "Black Panther".